# GE캐피탈
GE캐피탈(영어: GE Capital)은 제너럴 일렉트릭의 주요 5개 사업부문 중 금융업무를 담당하는 사업부이다. GE캐피탈은 GE캐피탈 항공사업, GE캐피탈 부동산, GE캐피탈 에너지 금융사업, GE 머니 등의 부서들로 구성되어 있다.
GE캐피탈은 기업 대출 및 리스에 초점을 맞추며, 그 외에도 의료 서비스, 미디어 및 대중 매체, 통신, 흥행산업, 부동산, 항공, 소비자를 위한 금융 서비스를 제공한다. 다른 전통적인 금융회사들이 대출 및 리스를 발급함으로써 이익을 창출하는 것과는 달리 GE캐피탈은 다른 금융회사들의 대출 및 리스를 인수하여 제3자에 되팔음으로써 이익을 창출한다. 70% 이상의 대출은 1억달러 이하의 규모이며, 주로 중소기업 대출로 이루어져 있다. 그 이외에도 약 55개 국가에서 소비자 대출을 운영하고 있다.
항공사업, 에너지 금융사업 등에서 볼 수 있듯이, GE캐피탈은 본래 제너럴 일렉트릭의 주요 사업부문의 판매와 성장을 촉진하기 위해 설립되었다.

## GE캐피탈 항공사업
GE캐피탈 항공사업은 1,800 대 이상의 항공기를 소유함으로써 세계 최대의 항공기 보유 회사이며, 세계 75개국 235개 항공사에 비행기를 리스해주고 있다. 항공기의 대부분은 GE 항공이 제작한 엔진을 탑재하고 있으며, 주로 보잉과 에어버스에서 직접 구매한다.

## GE캐피탈 에너지 금융사업
GE캐피탈 에너지 금융사업은 전력 생산 및 분배, 송유관 및 저장시설, 수자원, 벤처 자금, 재생가능 에너지 사업 등에 자금 및 기술을 투자한다. 그 중에서도 태양에너지 산업에 수 억달러를 투자하였으며, 미국서부 사막 등지에 태양에너지 발전소들을 소유하고 있다. 석유 분야에서는 주로 브라질 심해 등지에서 석유탐사 지분을 소유하고 있으며, 수자원 분야에서는 요르단 등의 물이 귀한 곳에서 관수로 프로젝트에 관여해 있다.

## GE캐피탈 코리아
GE캐피탈 코리아는 1995년에 신도할부금융을 인수로 한국 금융시장에 진출하였으며, 2004년부터 2011년까지 현대캐피탈의 2대 주주 (44.3%)로서 파트너십 관계를 유지하고 있었다. 2006년에 GE캐피탈은 부진한 소비자금융 부서를 현대캐피탈에 매각하였으며, 2011년 10월 현대자동차그룹에 100% 지분을 팔면서 한국 시장에서 철수하였다.